# Блокланд (Утрехт)
Блокланд (нід. Blokland) — селище в нідерландській провінції Утрехт. Входить до муніципалітету Монтфорт.
Його площа становить 0,73 км², а населення станом на 2021 рік складало 140 осіб.
Перша згадка про населений пункт датується 1261 роком.

## Галерея

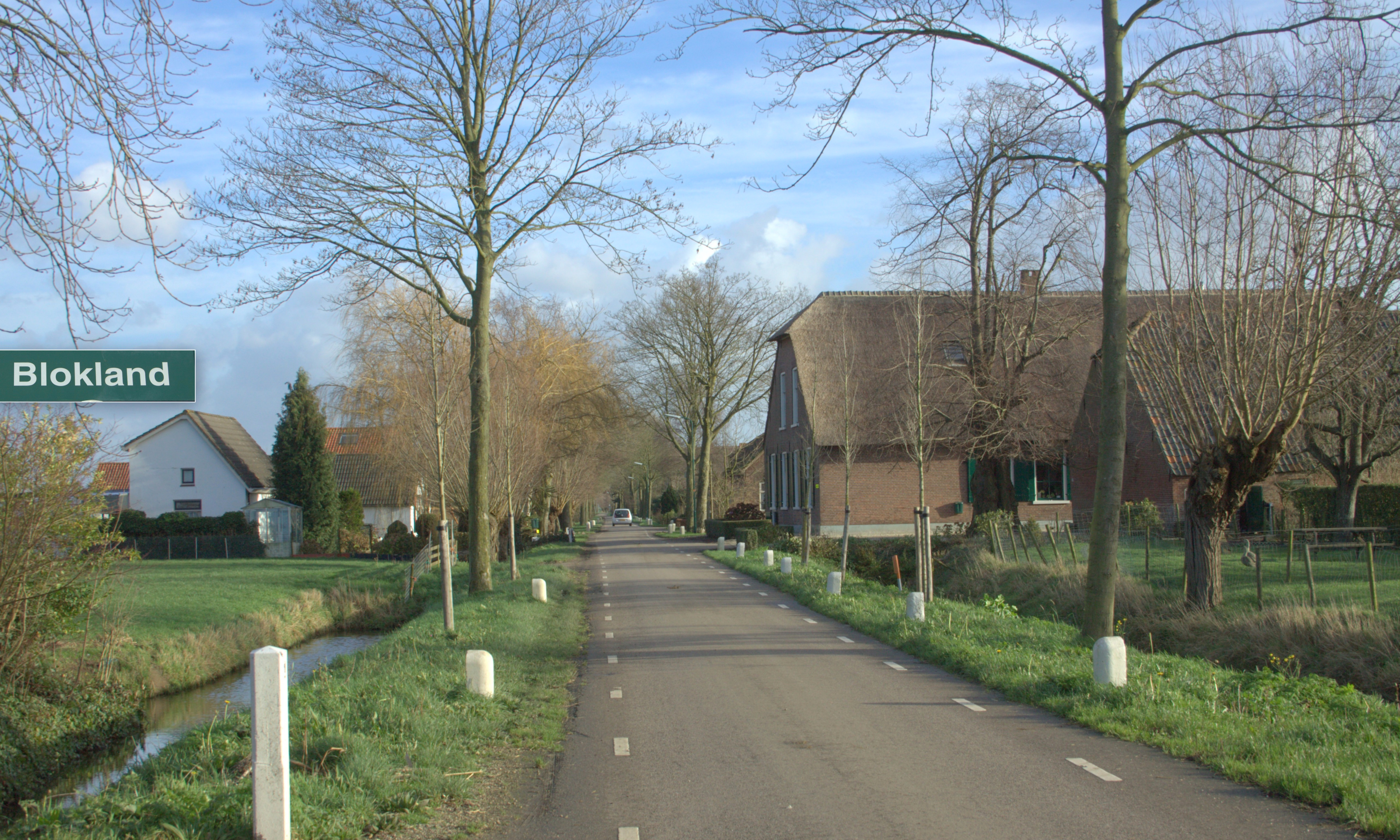
Вулиця селища